# Marble Hill
Pour l’article homonyme, voir Marble Hill (Missouri).
Marble Hill est le quartier le plus septentrional de l'arrondissement de Manhattan à New York, enclavé dans le Bronx.
Autrefois, le quartier était mitoyen de celui d'Inwood situé au sud et était cerné à l'ouest, au nord et à l'est par un méandre de la Harlem River. Afin de faciliter la navigation et éviter celui-ci, on creusa en 1895, dans sa partie méridionale, le Harlem River Ship Canal, isolant ainsi Marble Hill du reste de Manhattan en la transformant en île. En 1914, l'ancien méandre de la rivière sera comblé, rattachant physiquement Marble Hill au Bronx. 
Il s'ensuivit une querelle entre les deux boroughs pour l'administration de ce territoire. Lorsqu'en 1939, un juge décida que Marble Hill était toujours légalement une partie de Manhattan, le président du Bronx déclara qu'il s'agissait des « Sudètes du Bronx », faisant ainsi référence cette région germanophone de Tchécoslovaquie que Hitler annexa en 1938.

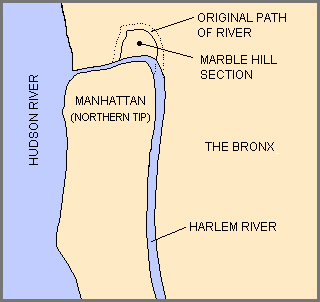

Marble Hill tire son nom d'un important gisement de marbre sous la colline. On y exploitait autrefois des mines pour extraire des pierres de construction. 
Le quartier est desservi par le métro de New York (225th Street-Marble Hill station), et par les trains de banlieue de la Metro-North Railroad's Hudson Line qui s'arrêtent à Marble Hill train station.